# 鄭三元
鄭三元（1948年9月1日—），台灣政治人物，親民黨籍，第五屆立法委員。
鄭三元從新店基層發跡，曾任新店市民代表、第四屆及第五屆新店市長。

## 外部連結
- 立法院，存于